# Parafia Najświętszej Maryi Panny Matki Kościoła w Przesławicach
Parafia Najświętszej Maryi Panny Matki Kościoła w Przesławicach – parafia rzymskokatolicka, znajdująca się w diecezji kieleckiej, w dekanacie miechowskim.